# Parishville CDP (Nueva York)
Parishville es un lugar designado por el censo ubicado en el condado de St. Lawrence en el estado estadounidense de Nueva York. En el Censo de 2020 tenía una población de 642 habitantes y una densidad poblacional de 73,79 habitantes por km². Fue incluido como CDP en el censo de 2020.

## Geografía
Parishville se encuentra ubicado en las coordenadas 44°37′44″N 74°48′47″O / 44.62889, -74.81306. Según la Oficina del Censo de los Estados Unidos,  tiene una superficie total de 8,70 km², de la cual 8,53 km² corresponden a tierra firme y 0,17 km² a agua.